# ルノー・10
ルノー・10(Renault 10/R10)は、フランスのルノーが製造・販売していた自動車である。

## 概要
8の上級車として開発された、ルノー最後のリアエンジンセダン。8のボディをホイールベースはそのままに205mm延長し、その内の135mmをフロントオーバーハングにあてたため、8よりもトランク容量が25%増えている。室内寸法は8と同じ。
1968年にマイナーチェンジしヘッドライトが丸型から角型に変更、1970年にエンジンを後継車にあたる12の1,300ccに変更した。
1971年に生産を終えた。

## 車名
フランス語では「10」を「ディズ」(仏: dix)と読む。